# Satellite Award de la meilleure série télévisée musicale ou comique
Le Satellite Award de la meilleure série musicale ou comique (Satellite Award for Best Television Series – Musical or Comedy) est une distinction de la télévision américaine décernée par The International Press Academy depuis 1997.

## Palmarès
Note : les gagnants sont indiqués en gras.

### Années 1990
- 1997 : The Larry Sanders Show
  - Troisième planète après le Soleil (3rd Rock from the Sun)
  - Cybill
  - Seinfeld
  - Spin City

- 1998 : Frasier
  - Le Drew Carey Show (The Drew Carey Show)
  - The Larry Sanders Show
  - Dingue de toi (Mad About You)
  - Spin City

- 1999 : Ellen
  - Troisième planète après le Soleil (3rd Rock from the Sun)
  - Frasier
  - Dingue de toi (Mad About You)
  - Susan

### Années 2000
- 2000 : Action
  - Becker
  - Dharma et Greg (Dharma and Greg)
  - Frasier
  - Sex and the City

- 2001 : Sex and the City
  - Frasier
  - Friends
  - Voilà ! (Just Shoot Me!)
  - Les Simpson (The Simpsons))

- 2002 : Sex and the City
  - Dharma et Greg (Dharma and Greg)
  - Tout le monde aime Raymond (Everybody Loves Raymond)
  - Frasier
  - Friends

- 2003 : The Bernie Mac Show
  - Larry et son nombril (Curb Your Enthusiasm)
  - Friends
  - Gilmore Girls
  - Scrubs

- 2004 : Arrested Development
  - Da Ali G Show
  - The Bernie Mac Show
  - Larry et son nombril (Curb Your Enthusiasm)
  - Kid Notorious
  - Sex and the City

- 2005 (janvier) : Desperate Housewives
  - Arrested Development
  - The Bernie Mac Show
  - Gilmore Girls
  - Scrubs

- 2005 (décembre) : The Daily Show
  - Boston Justice (Boston Legal)
  - The Colbert Report
  - Entourage
  - Earl

- 2006 : Ugly Betty
  - The Colbert Report
  - Entourage
  - Tout le monde déteste Chris (Everybody Hates Chris)
  - The Office

- 2007 : Pushing Daisies
  - Chuck
  - Extras
  - Flight of the Conchords
  - Ugly Betty
  - Weeds

- 2008 : Tracey Ullman's State of the Union
  - 30 Rock
  - The Colbert Report
  - Philadelphia (It's Always Sunny in Philadelphia)
  - Pushing Daisies
  - Skins

- 2009  : Glee
  - 30 Rock
  - Weeds
  - The Big Bang Theory
  - How I Met Your Mother
  - Flight of the Conchords

### Années 2010
- 2010 : The Big C
  - 30 Rock
  - Glee
  - Modern Family
  - Nurse Jackie
  - Raising Hope
  - United States of Tara

- 2011 : Philadelphia (It's Always Sunny in Philadelphia)
  - The Big C
  - Community
  - Episodes
  - Louie
  - Modern Family

- 2012[1] : The Big Bang Theory
  - Community
  - Girls
  - Happy Endings
  - Modern Family
  - The Office
  - Parks and Recreation
  - Up All Night

- 2014 : Orange Is the New Black
  - Alpha House
  - The Big Bang Theory
  - Brooklyn Nine-Nine
  - Enlightened
  - Louie
  - Modern Family
  - Once Upon a Time
  - The Wrong Mans
  - A Young Doctor's Notebook

- 2015 : Transparent
  - Alpha House
  - The Big Bang Theory
  - Brooklyn Nine-Nine
  - Louie
  - Orange Is the New Black
  - Silicon Valley
  - Veep

- 2016 : Silicon Valley
  - Brooklyn Nine-Nine
  - Jane the Virgin
  - Sex&Drugs&Rock&Roll
  - The Spoils Before Dying
  - Unbreakable Kimmy Schmidt
  - Veep

- 2017 : Silicon Valley
  - Brooklyn Nine-Nine
  - Lady Dynamite
  - Love
  - Orange Is the New Black
  - Unbreakable Kimmy Schmidt
  - Veep

- 2018 : GLOW
  - Atypical
  - Baskets
  - Claws
  - Orange Is the New Black
  - This Is Us
  - Veep

- 2019 : Lodge 49 – AMC
  - Arrested Development – Netflix
  - Atlanta – FX
  - Barry – HBO
  - Black-ish – ABC
  - The Good Place – NBC
  - Insecure – HBO

### Années 2020
- 2020 : Fleabag
  - Barry
  - The Good Place
  - La Méthode Kominsky (The Kominsky Method)
  - Mme Maisel, femme fabuleuse (The Marvelous Mrs. Maisel)
  - The Righteous Gemstones
  - Poupée russe (Russian Doll)

- 2021 : Bienvenue à Schitt's Creek (Schitt's Creek)
  - The Boys
  - Dead to Me
  - Insecure
  - Ramy
  - What We Do in the Shadows

- 2022 : Ted Lasso (Apple TV+)
  - A Black Lady Sketch Show (HBO)
  - Directrice (Netflix)
  - Hacks (HBO Max)
  - Help (Channel 4)
  - The Kominsky Method (Netflix)
  - Only Murders in the Building (Hulu)
  - What We Do in the Shadows (FX)

- 2023 : Barry
  - Atlanta
  - Hacks
  - Minx
  - Only Murders in the Building
  - Pivoting

- 2024 : Only Murders in the Building
  - Abbott Elementary
  - Barry
  - The Bear
  - Reservation Dogs
  - Ted Lasso

- 2025 : Hacks
  - Abbott Elementary
  - The Curse
  - English Teacher
  - Only Murders in the Building
  - Platonic

## Statistiques

### Nominations multiples
- 5 : Frasier
- 4 : The Big Bang Theory, Brooklyn Nine-Nine, Modern Family, Orange Is The New Black, Sex and the City, Veep
- 3 : 30 Rock, The Bernie Mac Show, The Colbert Report, Friends, Louie, Silicon Valley
- 2 : Troisième planète après le Soleil, Alpha House, Arrested Development, The Big C, Community, Larry et son nombril, Dharma et Greg, Entourage, Flight of the Conchords, Gilmore Girls, Glee, Philadelphia, The Larry Sanders Show, Dingue de toi, The Office, Pushing Daisies, Scrubs, Spin City, Ugly Betty, Weeds